# Hubert D. Stephens

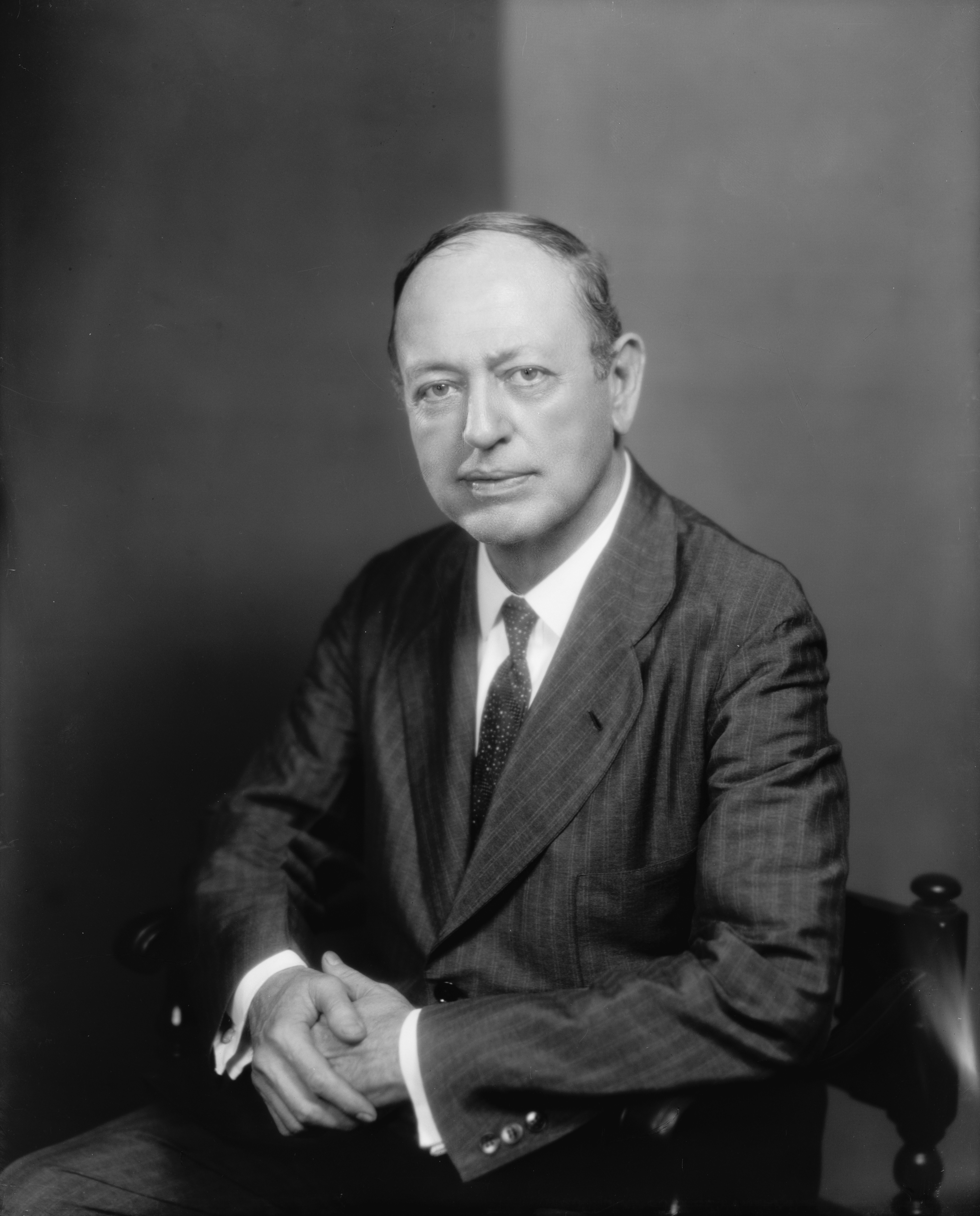
Hubert D. Stephens

Hubert Durrett Stephens (* 2. Juli 1875 in New Albany, Mississippi; † 14. März 1946 im Union County, Mississippi) war ein US-amerikanischer Politiker (Demokratische Partei), der den Staat Mississippi in beiden Kammern des US-Kongresses vertrat.
Nach dem Schulbesuch schrieb sich Stephens an der juristischen Fakultät der University of Mississippi ein und machte dort 1896 seinen Abschluss. Im selben Jahr wurde er Mitglied der Anwaltskammer und begann in seinem Heimatort zu praktizieren. Von 1907 bis 1910 fungierte er als Distriktstaatsanwalt für den zweiten Gerichtsbezirk von Mississippi.
Im Jahr 1910 vollzog er dann den Wechsel von der Justiz in die Politik. Nach der Wahl ins US-Repräsentantenhaus und mehrfacher Bestätigung durch die Wähler gehörte Stephens dieser Parlamentskammer vom 4. März 1911 bis zum 3. März 1921 an. Bereits im folgenden Jahr kehrte er in den Kongress zurück, nachdem er zum US-Senator für Mississippi gewählt worden war. Er verbrachte zwischen dem 4. März 1923 und dem 3. Januar 1935 zwei Legislaturperioden im Senat und kandidierte auch 1934 noch einmal, unterlag jedoch bei den Vorwahlen der Demokraten Theodore Gilmore Bilbo.
Nach dem Ende seiner politischen Laufbahn bekleidete Hubert Stephens zwischen 1935 und 1936 den Posten des Direktors der Reconstruction Finance Corporation, einer unabhängigen Regierungsbehörde, die den wirtschaftlichen Wiederaufbau nach der Great Depression unterstützte. Danach arbeitete er noch bis 1941 als Anwalt in Washington, ehe er auf seine Farm in der Nähe seines Geburtsortes New Albany zurückkehrte, wo er im März 1946 starb.